# El Pla de Sant Tirs

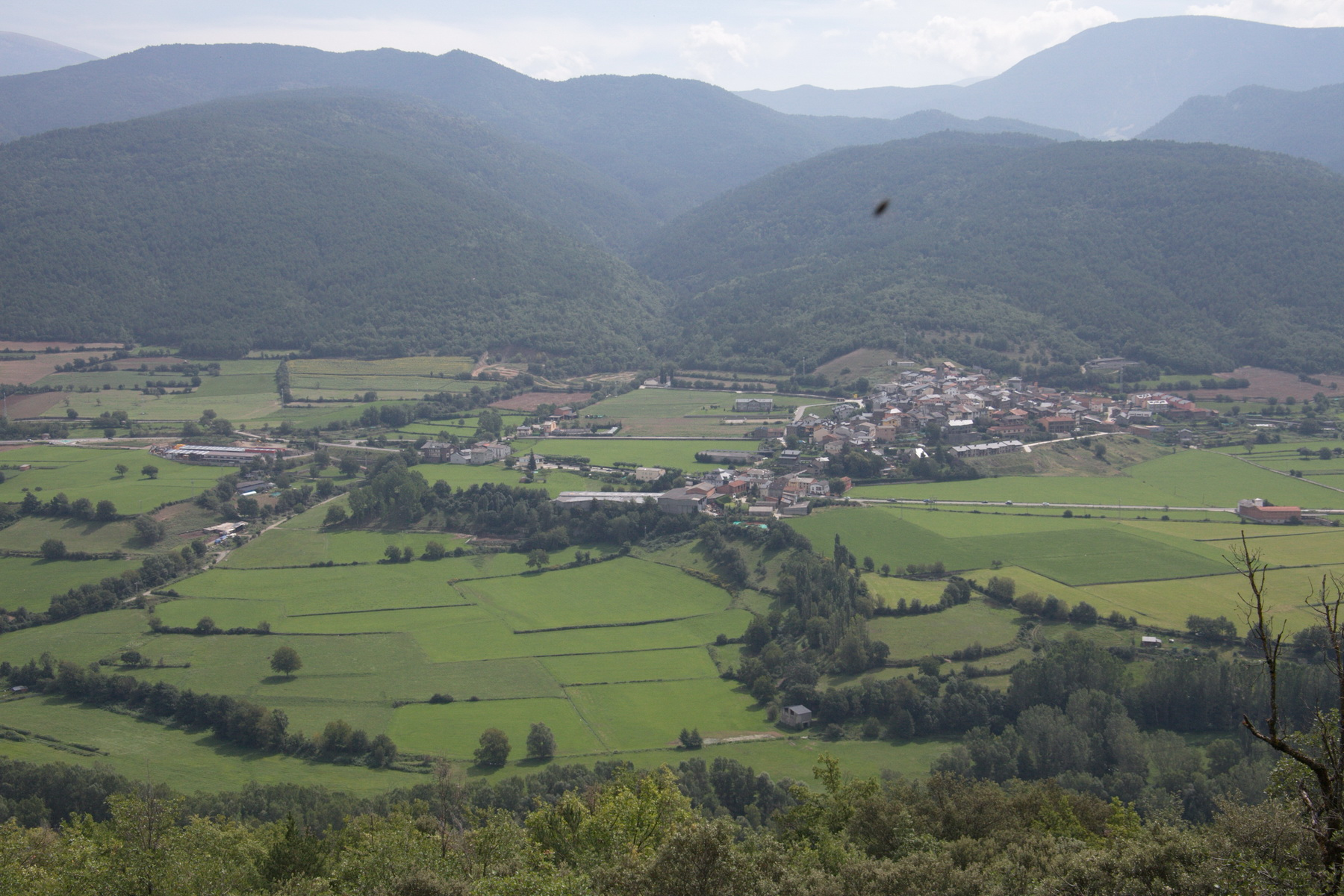
El Pla de Sant Tirs vist des de N-260 prop del port del Cantó

El Pla de Sant Tirs és un nucli del municipi de la Ribera d'Urgellet, a l'Alt Urgell. És la vila amb més habitants del municipi i és el cap municipal. Actualment amb 342 habitants, el 1991 en tenia 252, a diferència de la resta de pobles del municipi és dels pocs que té un augment d'habitants, on s'han construït força cases durant els últims anys. Es troba a 702 metres d'altitud damunt un turó, el final del qual acabava amb una plana on hi ha pastures i que dona nom al poble tot i que té carrers força costers.
Esmentada en l'acta de consagració de la Catedral d'Urgell com la parròquia d'ipso Planoés. El 986 el comte Sunyer de Pallars, amb el seu fill Ramon, donà a Santa Maria de la Seu la vila de Sant Tirs, dins el terme del castell de Sas. El lloc tingué així domini de la mitra d'Urgell, a la qual pertangué fins a la fi de l'antic règim. Amb motiu de l'enemistat entre Roger Bernat I de Foix, vescomte de Castellbò, i el bisbe d'Urgell, Ponç de Vilamur, les tropes d'aquell destruïren el 1239 el castell del Pla de Sant Tirs.
Durant la Guerra Civil Espanyola la vila fou reanomenada Pla de Cadí, que amb la finalització de la guerra fou retornat el nom antic.